# Cierpkie
Cierpkie (niem. Friedheim) – część wsi Nowa Wieś w Polsce, położona w województwie warmińsko-mazurskim, w powiecie elbląskim, w gminie Pasłęk. Cierpkie wchodzi w skład sołectwa Nowa Wieś.
W latach 1975–1998 Cierpkie administracyjnie należało do województwa elbląskiego.